# Tiszafa (település)

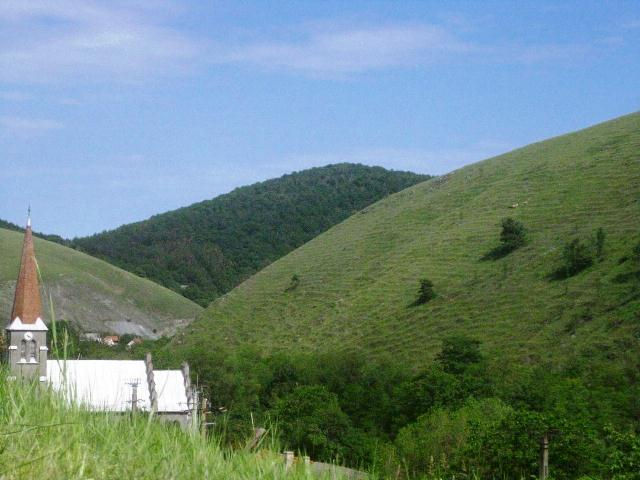

Tiszafa, 1911-ig Eibenthal (románul: Eibenthal, csehül: Jeventál, Ajbentál vagy Tisové Údolí) falu Romániában, a Bánságban, Mehedinți megyében.

## Fekvése
Az Almás-hegységben fekszik. A községközpontból rossz állapotú úton közelíthető meg.

## Nevének eredete
A Tiszovica név a környéken már 1484-ben feltűnt a falun átfutó, azonos nevű patak Dunába folyásánál egykor feküdt és az 1960-as években megszüntetett Tiszovica (1911 és 1918 között Tiszóca) falu neveként. Ezt a környéken honos tiszafákról kapta. Az új falut ugyancsak a tiszafáról nevezték el, németül (Eibenthal).

## Története
1826 és 1830 között telepítették 356 Plzeň, Příbram és Kladno környékéről toborzott cseh telepessel. Először mai helyétől három kilométerre északra, a Pruhon nevű, víztelen területen építettek házakat, ahonnan 1830-ban vagy 1831-ben, egy tűzvészt követően költöztek el. A lakók többsége a későbbiekben a bányatelepen talált munkát.
Kezdetben a katonai határőrvidékhez, majd a trianoni békeszerződésig Krassó-Szörény vármegyéhez tartozott, ezután Romániához került. Római katolikus egyháza 1874 és 1922 között önálló plébániát alkotott, azóta Orsova filiája. Iskolája cseh nyelvű alsó tagozatát 1957 román nyelvű felső tagozattal bővítették, majd 1970-ben a szülők kérésére az alsó tagozat tannyelve is románra váltott. 1965 és 1968 között községközpont volt.
1946 és 1948 között 110 lakosa, 1990 után lakóinak csaknem fele Csehországba települt. A falut Tiszovicával egészen 1965-ig csupán egy keskeny erdészeti földút kötötte össze, az akkor kiszélesített és korszerűsített utat később pedig a bánya és a Duna között közlekedő szénszállító autók rendszeresen tönkretették.

## Népessége
- 1910-ben Tiszafaiújbánya nélkül 565 lakosa volt, közülük 557 cseh anyanyelvű és 564 római katolikus vallású.
- 1992-ben 375 lakosából 338 volt cseh, 27 román és 7 szerb nemzetiségű; 342 római katolikus és 33 ortodox vallású.